# Гребля Сарно
Гребля Сарно — гідротехнічна споруда на півночі Алжиру.
Греблю, що виконує функції водопостачання та іригації, спорудили в 1947—1954 роках на уеді Сарно — лівій притоці уеду Мекерра (починається ще на Високих плато, прорізає хребти Тель-Атласу та після проходження через рівнину Макта зливається у уедом Ель-Хаммам в уед Макта, що через кілька сотень метрів досягає Середземного моря), при цьому нижче по сточищу на уеду Мекерра ще з 19 століття діє гребля Чурфас.
Водозбірний басейн вище від греблі Сарно становить 282 км2, при цьому також був прокладений канал для перекидання до сховища ресурсу під час повеней на уеді Мекерра (на цьому каналі на основі улоговини природного походження, доповненій дамбами, створили проміжне водосховище об'ємом 3 млн м3, відоме як озеро Сіді-Мохамед-Беналі).
У межах проєкту долину уеду перекрили земляною греблею з бетонним облицюванням зі сторони верхнього б'єфу висотою 28 метрів. Центральна частина споруди виконана як водопереливна, що при висоті води над нею в 1,2 метра здатна пропускати 500 м3/с.
Гребля утворила водосховище об'ємом 22 млн м3.